# Tom Kiely
Pour les articles homonymes, voir Kiely.
Thomas "Tom" Francis Kiely (né le 25 août 1869 dans le comté de Tipperary - mort le 6 novembre 1951) était un athlète irlandais (concourant pour le Royaume-Uni), spécialiste des épreuves combinées.
Il participe et remporte la médaille d'or aux Jeux de Saint-Louis en 1904 sur un décathlon non-normalisé, comprenant un 100 yards, un lancer du poids, 880 yards marche, lancer du marteau, perche, 120 yards haies, lancer du poids de 56 livres, longueur et un mille.
Comme l'Irlande n'était pas encore indépendante, sa médaille est considérée par le CIO comme britannique, bien qu'il ait expressément indiqué qu'il ne voulait pas représenter le Royaume-Uni (ni les États-Unis qui l'avaient invité à participer).